# Altmärkische Kettenwerke

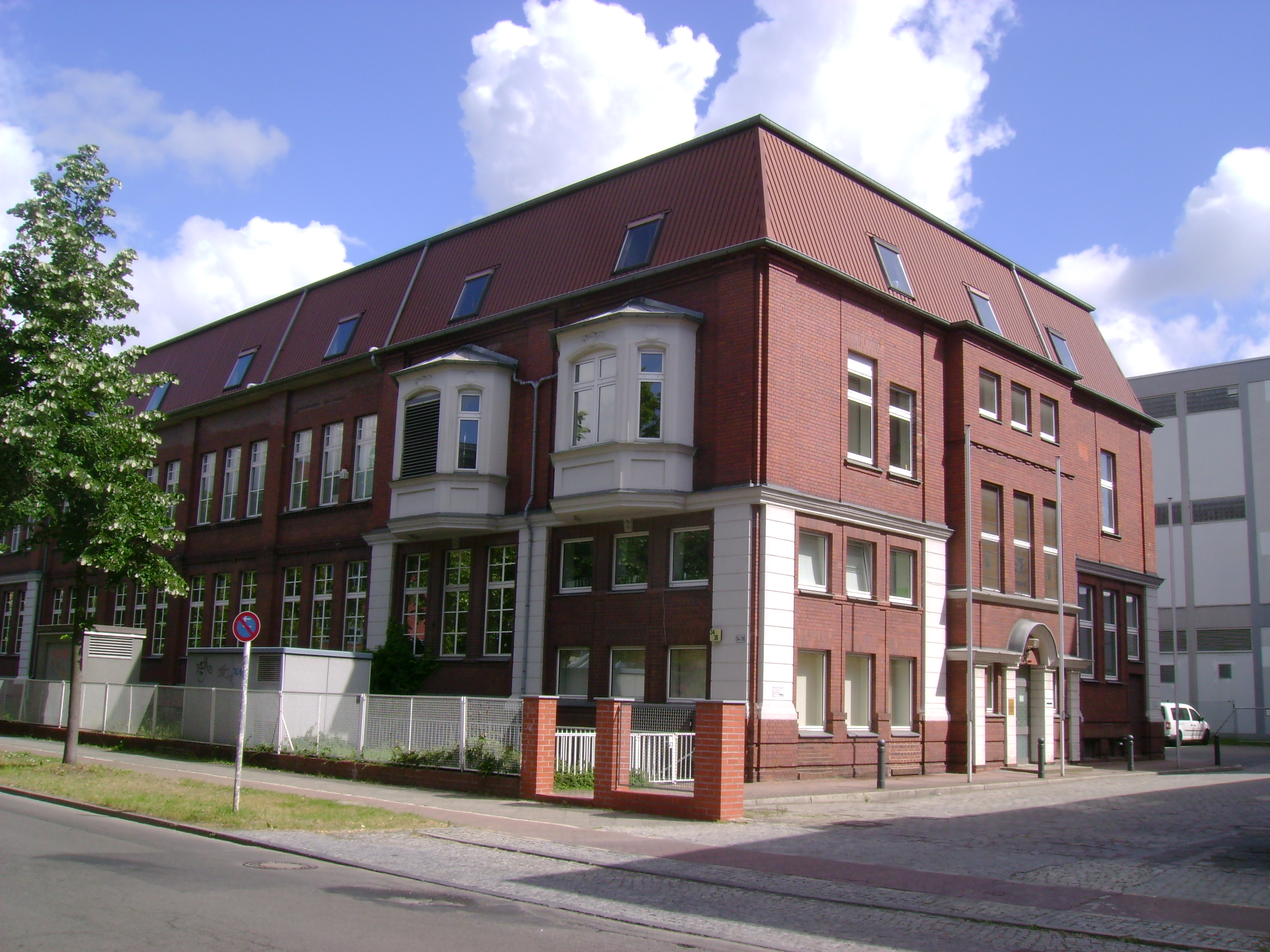
Ehemaliger Haupteingang mit Verwaltungsgebäude der Alkett in der Breitenbachstraße 34–36

Die Altmärkische Kettenwerk GmbH (Alkett) war während des Zweiten Weltkrieges ein bedeutender Hersteller von Panzerfahrzeugen für die Wehrmacht. Das Stammwerk befand sich in Berlin-Borsigwalde in der Breitenbachstraße 33–36. Als weitere Standorte hinzukamen, änderte sich die Bezeichnung in Altmärkische Kettenwerke GmbH.

## Gründung
Die Alkett wurde 1937 als Tochterunternehmen der Rheinmetall-Borsig AG gegründet. Der Firmensitz war das Gelände der ehemaligen Rota Waggon- und Maschinenbau GmbH, die 1928 in Konkurs gegangen war. Später, als weitere Standorte dazukamen, erhielt dieser die Bezeichnung Werk I.

## Werk I

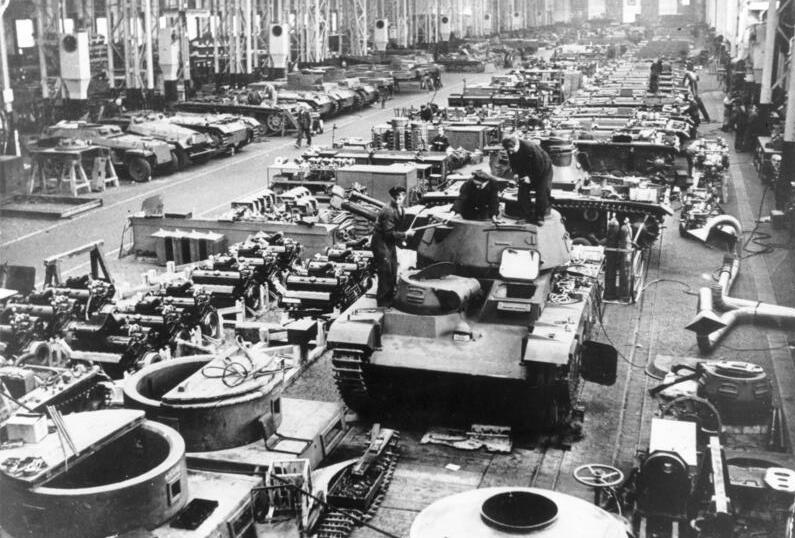
Panzerfertigung bei Alkett in Borsigwalde

Das Grundstück in der Breitenbachstraße 33–36 (Lage) musste erst aufwändig aus- und umgebaut werden. Der Verwaltungssitz befand sich direkt an der Straße links neben dem Haupteingang. Im Keller wurde eine Kantine für die Mitarbeiter eingerichtet. Rechts neben dem Haupteingang waren die Telefonzentrale, die Werkfeuerwehr, die Werkstatt, sowie eine Umspannstation zur Umsetzung der angelieferten Mittelspannung von 30.000 Volt auf 6.000 Volt. Hinter dem Verwaltungsgebäude entstanden die Hallen 1–8.
Mit dem Hochfahren der Produktion infolge des gestiegenen Bedarfs an gepanzerten Kampffahrzeugen wurde auf der gegenüberliegen Straßenseite ein weiteres Grundstück übernommen. In der Breitenbachstraße 1–6 entstanden auf dem Gelände der ehemaligen Löwenberg-Fabrik die Hallen 9–12. In Halle 12 befand sich die Versuchsstelle für ausländische Panzerkonstruktionen. Hier testeten die Alkett-Ingenieure unter anderen den T-34 und den Sherman-Panzer, um daraus Schlüsse für die eigene Produktion zu ziehen. Weitere Anlagen befanden sich in der Breitenbachstraße 72.
Die vom Werk vollständig umschlossene Breitenbachstraße wurde zum Schutz gegen Spionage für den Durchgangsverkehr gesperrt, so dass sie den Charakter einer Werkstraße bekam. Nach Kriegsbeginn mietete die Alkett noch zusätzliche Werkhallen von der in der Nähe befindlichen Hartung-Jachmann AG und richtete dort eine technische Abteilung ein. Zusätzlich wurde der unter der Hoffläche gelegene Keller zum Luftschutzbunker ausgebaut, den auch die Zivilbevölkerung nutzte. Bis 1942 wuchs die Verwaltung so stark, dass in der Holzhauser Str. 74–86 zusätzliche Bürobaracken errichtet wurden. Alle diese Anlagen wurden unter der Bezeichnung Werk I zusammengefasst.

## Werk II
Das Werk II (Lage), auch Maschinen und Gerätebau Tegel (Maget) genannt, entstand in Berlin-Tegel in direkter Nachbarschaft zum Borsig-Werk im Eisenhammerweg 56–60. Bekannt unter anderem durch den Bau diverser Schusswaffentypen wie MG 34 und MG 42.

## Werk III
Das Werk III (Lage) befand sich in Berlin-Spandau in der Straße Freiheit 16–17.

## Produktion

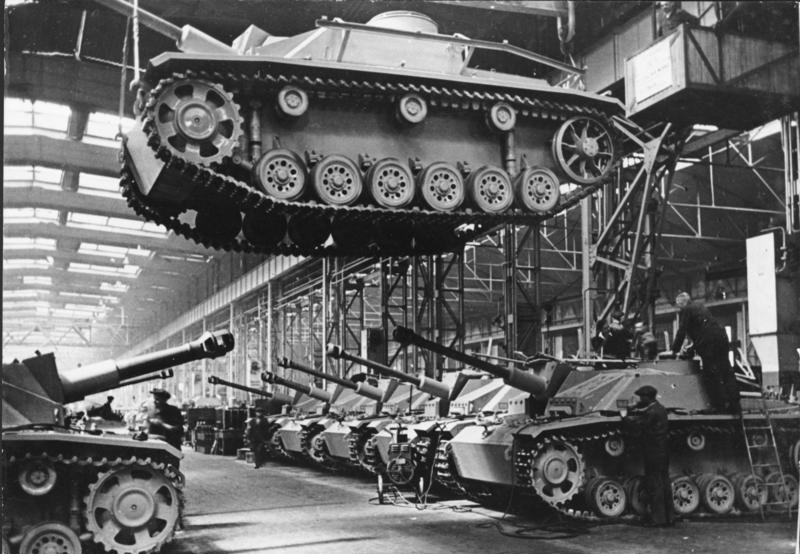
Fertigung von Sturmgeschütz III und Sturmhaubitze 42 bei Alkett

Die Altmärkischen Kettenwerke waren Entwickler, teilweise Alleinhersteller oder Lizenznehmer einiger der wichtigsten gepanzerten Kampffahrzeuge der Wehrmacht.

### Panzerfahrzeuge
- Panzerkampfwagen II
- Panzerkampfwagen III Ausf. F, G, H, J, L
- Panzerkampfwagen VIII Maus
- Flakpanzer I
- Sturmgeschütz III Ausf. C, D, E, F, G
- Sturmhaubitze 42
- Sturminfanteriegeschütz 33
- Sturmpanzer VI
- Panzerjäger Nashorn
- Panzerjäger Renault R 35(f) (nur Aufbauten)

### Fahrzeugentwicklungen und Muster
- Jagdpanzer IV/70(A) (nur Entwicklung)
- Panzerhaubitze Wespe (nur Entwicklung)
- 10,5-cm-le.FH 18/40/2 (Sf) auf GW III/IV (ausentwickelt – Produktion nicht mehr vor Kriegsende)
- Sturmpanzer IV (nur Entwicklung)
- Panzerhaubitze Hummel (nur Entwicklung)
- VsKfz.617 Alkett Minenräumer (Gemeinsame Projektentwicklung von Alkett, Krupp und Daimler-Benz, 1 Musterfahrzeug)

Die fertiggestellten Panzer wurden auf der Holzhauser Straße probegefahren. Da täglich 10 bis 20 neue Panzer das Werk verließen, gehörten sie fest zum Ortsbild der damaligen Zeit. Die Alkett reparierte auch Panzer, die direkt von der Front mit der Eisenbahn auf das Werkgelände geliefert wurden.
Nach alliierten Luftangriffen auf Berlin am 23. und 26. November 1943 stürzten die oberen Stockwerke des Verwaltungsgebäudes herab. Die Bürobaracken in der Holzhauser Straße 74–86 brannten vollständig nieder. Die Werkleitung hatte inzwischen begonnen, Teile der Fertigung in das noch nicht in Betrieb genommene neue Reichsbahn-Ausbesserungswerk Albrechtshof (auch Falkensee genannt) der Berliner S-Bahn zu verlagern. Nach dem Luftangriff am 6. Oktober 1944 waren die Hallen 1–5 im Stammwerk Borsigwalde zu 80 Prozent zerstört.
Während der Schlacht um Berlin besetzten Truppen der Roten Armee am 23. April 1945 die Werkanlagen.

## Beschäftigte

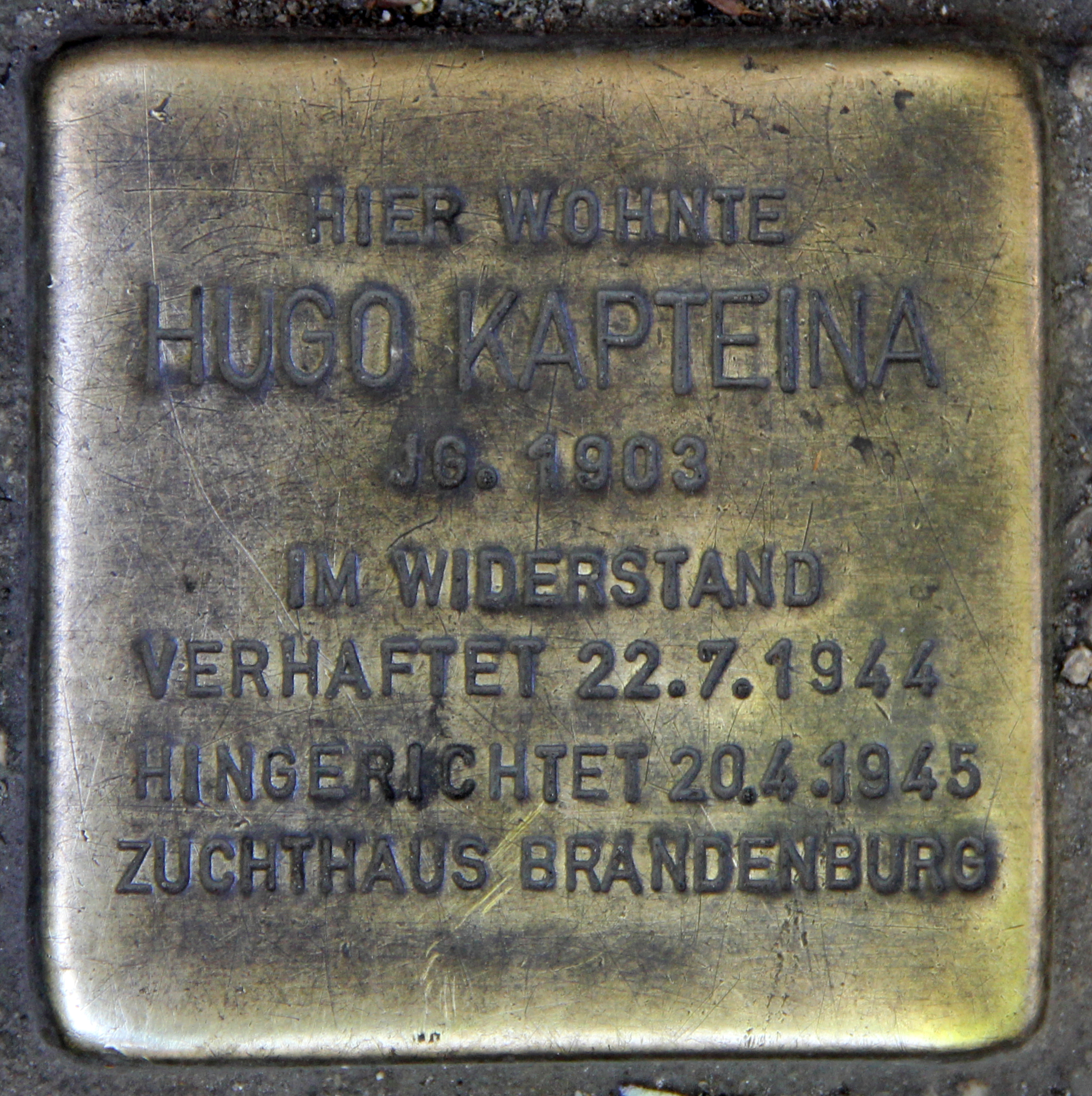
Stolperstein für Hugo Kapteina

Im Werk I arbeiteten zwischen 3000 und 4000 Beschäftigte. Ab 1941 kamen ausländische Zivilbeschäftigte aus Italien und Belgien hinzu, die sich mehr oder weniger freiwillig zur Arbeit in Deutschland gemeldet hatten. Sie wohnten in einem nicht bewachten Barackenlager in der Holzhauser Straße 42–50. Gleich daneben befand sich in der Nummer 26–40 ein bewachtes Barackenlager für polnische Zwangsarbeiter; in der Dietrich-Eckhardt-Straße (heute: Gorkistraße)/Am Nordgraben befand sich ein weiteres bewachtes Lager für Italienische Militärinternierte. Auch russische und jugoslawische Kriegsgefangene wurden bei Alkett eingesetzt.
Ab 1943 baute der Konstrukteur Hugo Kapteina eine Widerstandsgruppe im Werk auf, die illegale Flugblätter herstellte, verteilte und Sabotageakte durchführte. Sie schweißten zum Beispiel Leiträder (hinteres Umlenkrad) für die Kettenlaufwerke mit überhöhter Stromstärke, so dass die Schweißnähte nicht lange hielten. Nach seiner Verhaftung 1944 wurde er am 20. April 1945 hingerichtet.
Am gleichen Tag erhielt der Werkangehörige Franz Hahne in seiner Funktion als Obermeister das insgesamt nur zweimal verliehene Goldene Ritterkreuz zum Kriegsverdienstkreuz mit Schwertern.

## Nach dem Krieg
In den ersten Monaten nach dem Kriegsende ordnete die Sowjetische Militäradministration (SMAD) die Demontage des Werkes an. Da es in dem auf der Konferenz von Jalta festgelegten Französischen Sektor von Berlin lag und nur wenige Wochen Zeit blieben, konnte nicht alles abtransportiert werden. Mit nicht demontierten Maschinen lief eine kleine Produktion von in der ersten Zeit dringend benötigten Alltagsgegenständen wie Töpfen und Eimern an. Als 1948 die Produktion im Maschinenbau begann, hatten die Alkett sich von großen Teilen des Werkes getrennt. Kern des ab 1953 in Alkett GmbH umbenannten Werkes waren die Hallen 10–12 in der Breitenbachstraße 1–6. Hier wurden jetzt mit mäßigem Erfolg Schweißpressen, Zahnräder, Getriebe, Metallhobler und Edelstahlschrauben hergestellt. Ende der 1950er-Jahre erfolgte eine erneute Umbenennung in Alkett Maschinenbau GmbH. Auf Veranlassung des Bundesschatzministeriums wurde sie 1966 mit anderen West-Berliner Firmen wie Borsig, BMAG/Schwartzkopff, Typograph (Linotype-Setzmaschine) und der Werner GmbH in die Deutsche Industrieanlagen Gesellschaft mbH (DIAG) eingegliedert. Diese Gesellschaft war zu 90 % in Bundesbesitz. Der Firmensitz befindet sich heute in Essen.